# Laurent Casanova (football)
Pour les articles homonymes, voir Laurent Casanova et Casanova.
Laurent Casanova est un ancien footballeur professionnel français, né le 28 avril 1971 à Bastia.

## Biographie
Joueur à vocation défensive (1,83 m pour 81 kg), il était capable d'évoluer aussi bien au milieu de terrain qu'au centre de la défense. 
Formé à l'Étoile Filante Bastiaise, son nom reste surtout associé à celui du Sporting Club de Bastia, club dont il est à de nombreuses reprises le capitaine. Après avoir marqué le but synonyme d'accession en Division 1 lors de l'ultime journée de la saison 93-94 (SC Bastia - AS Nancy L. : 1-0, le 25 mai 1994) il dispute la finale de la coupe de la ligue en 1995 face au Paris SG, mais doit quitter prématurément le terrain du Parc des Princes après s'être déboîté l'épaule.
Il joue par la suite deux saisons sous les couleurs de l'Olympique lyonnais (1996 et 1997), avant de retourner dans le club phare de sa ville natale pour y terminer sa carrière professionnelle.

## Carrière
- 1991-1992 :  Étoile filante bastiaise (D3)
- 1992-1993 :  SC Bastia 29 matchs, 2 buts (D2)
- 1993-1994 :  SC Bastia 30 matchs, 3 buts (D2)
- 1994-1995 :  SC Bastia 28 matchs, 3 buts
- 1995-1996 :  Olympique lyonnais 15 matchs, 1 but
- 1996-1997 :  Olympique lyonnais 12 matchs, 0 but
- 1997-1998 :  SC Bastia 11 matchs, 1 but
- 1998-1999 :  SC Bastia 12 matchs, 0 but
- 1999-2000 :  SC Bastia 29 matchs, 1 but
- 2000-2001 :  SC Bastia 11 matchs, 1 but[1]

- Bilan Championnat de France (D1, L1) : 118 matchs, 7 buts (dont SC Bastia : 91 matchs, 6 buts ; O.Lyon : 27 matchs, 1 but)